# Clerget
Clerget – francuska seria rotacyjnych silników lotniczych stosowanych w trakcie I wojny światowej, zaprojektowanych przez Pierre`a Clergeta.
Najbardziej znanymi maszynami, w których montowano silniki Clerget były samoloty Sopwith Triplane oraz Sopwith Camel.

## Dane techniczne
- Typ: 9-cylindrowy silnik rotacyjny chłodzony powietrzem
- Pojemność skokowa: 15,27 litrów
- Masa własna: 166 kg
- Moc: 110 KM (82 kW) przy 1200 obr / min
- Zużycie paliwa: 45 l / h
- Zużycie oleju: 9 l / h